# Legends Tour 2014
De Legends Tour 2014 was het vijftiende seizoen van de Legends Tour. Er stonden zes officiële toernooien op de kalender.

## Kalender
| Datum | Datum | Toernooi                                     | Stad                    | Winnaar              | Score | Score | Info |
| ----- | ----- | -------------------------------------------- | ----------------------- | -------------------- | ----- | ----- | ---- |
| 01-05 | 04-05 | Walgreens Charity Classic                    | Sun City West, Arizona  | Liselotte Neumann po | 137   | –7    |      |
| 28-06 | 28-06 | Judson Collegiate & Legends Pro-Am Challenge | Roswell, Georgia        | Barb Moxness po      | 68    | –3    |      |
| 10-08 | 10-08 | Wendy's Charity Challenge                    | Jackson, Michigan       | Rosie Jones po       | 69    | –3    |      |
| 13-08 | 17-08 | The Legends Championship                     | French Lick, Indiana    | Laurie Rinker        | 137   | –7    |      |
| 25-09 | 28-09 | ISPS Handa Cup                               | West Point, Mississippi | Verenigde Staten     | 28-20 | 28-20 |      |
| 06-11 | 09-11 | Walgreens Charity Championship               | Delray Beach, Florida   | Meg Mallon           | 141   | –3    |      |

| po = winnares na play-off |  | (T) = titelverdedigster |

## Trivia
- Op 17 september wordt er de BJ's Charity Pro-Am georganiseerd. Het is een golfwedstrijd voor Pro-Ams en een inzamelactie voor goede doelen.

2000 ·
2001 ·
2002 ·
2003 ·
2004 ·
2005 ·
2006 ·
2007 ·
2008 ·
2009 ·
2010 ·
2011 ·
2012 ·
2013 ·
2014 ·
2015